# Фрейденфельдс, Инга
Инга Фрейденфельдс (англ. Inga Freidenfelds; 25 апреля 1935, Рига — 9 апреля 2022, Аделаида) — австралийский баскетболист. Участник летних Олимпийских игр 1956 года.

## Биография
Инга Фрейденфельдс родился 25 апреля 1935 года в латвийском городе Рига.
Научился играть в баскетбол в 1946 году в европейском лагере для интернированных. В 1950 году в 15-летнем возрасте вместе с семьёй эмигрировал в Австралию.
В 1954 году дебютировал на взрослом уровне в составе сборной Южной Австралии. Пять раз становился чемпионом Австралии. Трижды признавался лучшим баскетболистом года в Южной Австралии (1955—1956, 1959).
В 1956 году вошёл в состав сборной Австралии по баскетболу на летних Олимпийских играх в Мельбурне, занявшей 12-е место. Провёл 7 матчей, набрал 104 очка (29 и 16 в матчах со сборной Тайваня, 23 — с Таиландом, 22 — с Сингапуром, 8 — с Чили, 6 — с Канадой. Был капитаном команды. По состоянию на 2022 год 21-летний Фрейденфельдc остаётся самым молодым капитаном в истории сборной Австралии.
Участвовал в отборочном турнире летних Олимпийских игр 1960 года, куда австралийцы не пробились.
Завершил игровую карьеру в середине 1960-х годов.
Умер 9 апреля 2022 года в австралийском городе Аделаида.

## Память
В 2007 году был введён в Зал славы австралийского баскетбола.